# John Joe Flood
John Joe Flood, né le 2 août 1898 dans le quartier de Ringsend à Dublin et mort le 3 juillet 1982, est un footballeur international irlandais. Il joue au poste d'attaquant et connait plusieurs clubs dans sa carrière en Irlande ou en Angleterre : Shamrock Rovers, Leeds United et Crystal Palace. En cinq sélections avec l'équipe nationale il marque quatre buts.

## Carrière en club
John Joe Flood commence sa carrière dans des clubs de jeunes de son quartier, Windsor Rangers et St Patrick’s, avant de rejoindre les Shamrock Rovers. Il s'impose rapidement comme un des attaquants phare du club qui dispute la Leinster Senior League. En 1921-1922, les Rovers se hissent en finale de la coupe d'Irlande où ils affrontent le grand favori de l'épreuve puisqu'il est alors en passe de remporter le championnat, le Saint James's Gate Football Club. La finale se déroule à Dalymount Park à Dublin le 17 mars 1922. Le match entre Saint James's Gate FC et les Shamrock Rovers se solde par un match nul 1-1. La finale est donc rejouée, dans le même stade, le 8 avril suivant. Le match d'appui voit la victoire de Saint James's Gate FC sur le score d'un but à zéro. Le but de la victoire a été inscrit par John "Jack" Kelly. Ce match d'appui restera aussi dans les mémoires comme un match marqué par la violence. À la fin du match, les supporters des Shamrock Rovers, rendus furieux par la défaite, envahissent le terrain et s'en prennent aux joueurs vainqueurs. La bagarre se poursuit dans les vestiaires quand cette fois les joueurs des Rovers envahissent le vestiaire de leurs adversaires pour une bagarre générale. Il faut alors que Jack Dowdall, le frère du joueur Charlie Dowdall, sorte son revolver pour que l'agression s'arrête. La commission de discipline de la FAI conclura l'affaire par un mois de suspension pour Bob Fullam, trois mois pour Flood et six pour Dinny Doyle.
La saison suivante est celle du premier titre pour les Shamrock Rovers et donc pour Flood. Dès leur première saison en première division, les Rovers l'emportent en prenant cinq points d'avance sur leurs poursuivants le Shelbourne FC. Il forme avec Bob Fullam, John Kruge Fagan et Billy Juicy Farrell, une ligne d'attaque appelée les « Quatre F » (Four Fs). C'est lors l'occasion pour Flood pour rejoindre le championnat professionnel anglais. Il est recruté par le Leeds United Football Club. Mais son passage dans le Yorkshire ne se déroule pas comme prévu et Flood ne parvient pas à être intégré une seule fois en équipe première. Il revient donc à Dublin et retourne aux Rovers en 1924. Dès son retour il participe à une triple victoire en championnat, coupe et Shield.

## Carrière en équipe nationale
Entre 1926 et 1931, John Joe Flood est sélectionné à cinq reprises en équipe de l'État Libre d'Irlande. Il fait ses débuts internationaux le 21 mars 1926 lors d'une défaite à l'extérieur contre l'Italie sur le score de 3 buts à 0. Sa deuxième apparition en équipe nationale a lieu le 29 avril 1929 contre la Belgique à Dalymount Park. Il marque pour l'occasion le tout premier hat-trick de l'histoire de la sélection irlandaise. L'Irlande remporte le match 4-0. Flood marque un quatrième but lors du match retour contre la Belgique le 11 mai 1930. Le 26 avril 1931 il est nommé capitaine de l'équipe nationale pour le match contre l'Espagne. Accompagné alors de Tom Farquharson, Peter Kavanagh et Paddy Moore il arrache un beau match nul au stade olympique de Montjuic 1-1. Flood est d'ailleurs le passeur pour son équipier Paddy Moore. Flood fait sa dernière apparition en équipe nationale le 13 décembre 1931 lors du match retour contre l'Espagne. Il en est une nouvelle fois le capitaine. L'Espagne l'emporte à Dublin sur le large score de 5 buts à 0.

## Palmarès
- Championnat d'Irlande
  - Vainqueur avec les Shamrock Rovers en 1922-1923, 1924-1925 et 1931-1932
- Coupe d'Irlande
  - Vainqueur avec les Shamrock Rovers en 1924-1925, 1928-1929, 1929-1930, 1930-1931, 1931-1932 et 1931-1932.
  - Finaliste avec les Shamrock Rovers en 1921-1922